# Influenza di Giovanni Florio sulle opere shakespeariane

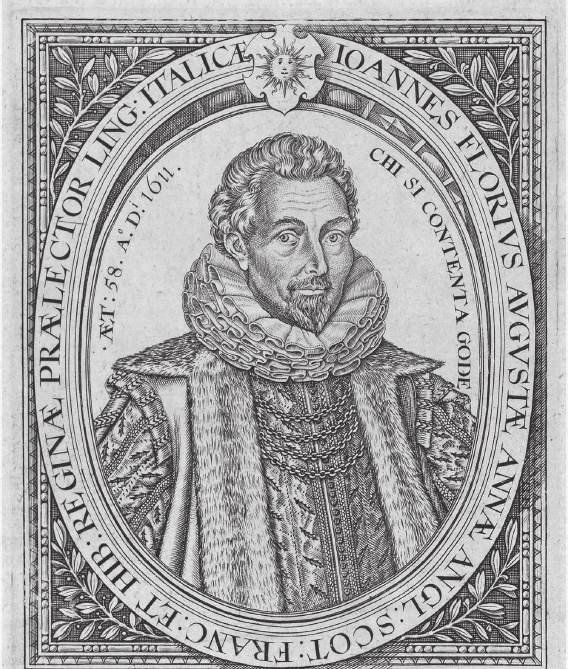
Giovanni (John) Florio, 1552 Londra -1625 Fulham (Londra)

Diversi studi hanno approfondito l’influenza che il lessicografo, scrittore e traduttore Giovanni Florio, noto come John Florio ha avuto sulle opere del drammaturgo inglese William Shakespeare. Diverse frasi e proverbi inizialmente scritti da Florio furono in seguito utilizzati nelle opere di Shakespeare. Tre frasi di Florio diventarono titoli di tre commedie shakespeariane. Florio ha coniato per la lingua inglese 1.149 parole e diversi neologismi creati da Florio compariranno per la prima volta nel First Folio di Shakespeare. Florio è stato proposto come redattore del First Folio da alcuni studiosi di Shakespeare, tra cui Saul Frampton e Stuart Kells. John Florio fu anche il primo traduttore in inglese dei Saggi di Montaigne, che sono stati frequentemente menzionati come fonte principale per le opere di Shakespeare, prima e dopo la pubblicazione della traduzione fatta da Florio. John Florio e Shakespeare condividevano gli stessi patroni e amici, tra cui il drammaturgo Ben Jonson, che definì Florio, in una dedica contenuta in una copia del Volpone conservata presso la British Library, come amico, padre amorevole e aiuto delle sue Muse.

## Parole, testi e idee di John Florio utilizzati nelle opere di Shakespeare

### Florio: Principale linguista inglese e il suo ruolo nella stesura del First Folio di Shakespeare
John Florio ha contribuito allo sviluppo della lingua inglese con 1149 parole, posizionandosi terzo dopo Chaucer con 2012 parole, e Shakespeare con 1969 parole, nell'analisi linguistica condotta da John Willinsky. Diversi neologismi creati da Florio appariranno per la prima volta nel First Folio, la raccolta delle opere teatrali di William Shakespeare. 
L’accademico Saul Frampton in un articolo sul quotidiano britannico The Guardian ha evidenziato come alcuni dei neologismi coniati da Florio appariranno per la prima volta nei testi teatrali del First Folio di Shakespeare. Frampton ha ipotizzato che Florio avesse lavorato come redattore (editor) del First Folio, affermando che “Non possiamo dire con certezza se le parole siano state scritte da John Florio o da William Shakespeare’’. Inoltre, Frampton dichiara: “Forse l'aspetto più inquietante del possibile coinvolgimento di Florio nella stesura del First Folio è che non potremmo mai conoscerne la reale estensione’’. Anche lo studioso shakespeariano Stuart Kells, nel suo libro Shakespeare's Library: Unlocking the Greatest Mystery in Literature, ha suggerito che il First Folio sia stato redatto da John Florio con la collaborazione di Ben Jonson. Lo scrittore e professore presso la Ca' Foscari a Venezia e all’Hautes études Internationales et politiques a Paris, Jeremy Lester ha suggerito che John Florio non sia solo l’editore del First Folio di Shakespeare, "ma forse l'autore stesso di queste opere? Questo potrebbe spiegare perché abbia avuto la temerarietà e la sicurezza di apportare cambiamenti notevoli nel suo lavoro editoriale proprio perché alla fine stava modificando il proprio lavoro?".

### I proverbi di John Florio, utilizzati nelle opere di Shakespeare
Le opere First Fruits (1578), Second Fruits (1591) e Giardino di Ricreatione (1591) di John Florio contengono proverbi, che appariranno successivamente in opere a firma "Shake-speare" pubblicate in seguito. Clara Longworth de Chambrun, studiosa di Shakespeare, nel suo libro Shakespeare, Actor-Poet riporta numerose similarità tra espressioni e proverbi impiegati dai due scrittori, tra cui tre frasi di John Florio che divennero titoli di altrettante commedie. Di seguito, alcuni esempi di espressioni e proverbi, scritti da Florio e in seguito apparsi in opere di Shakespeare:

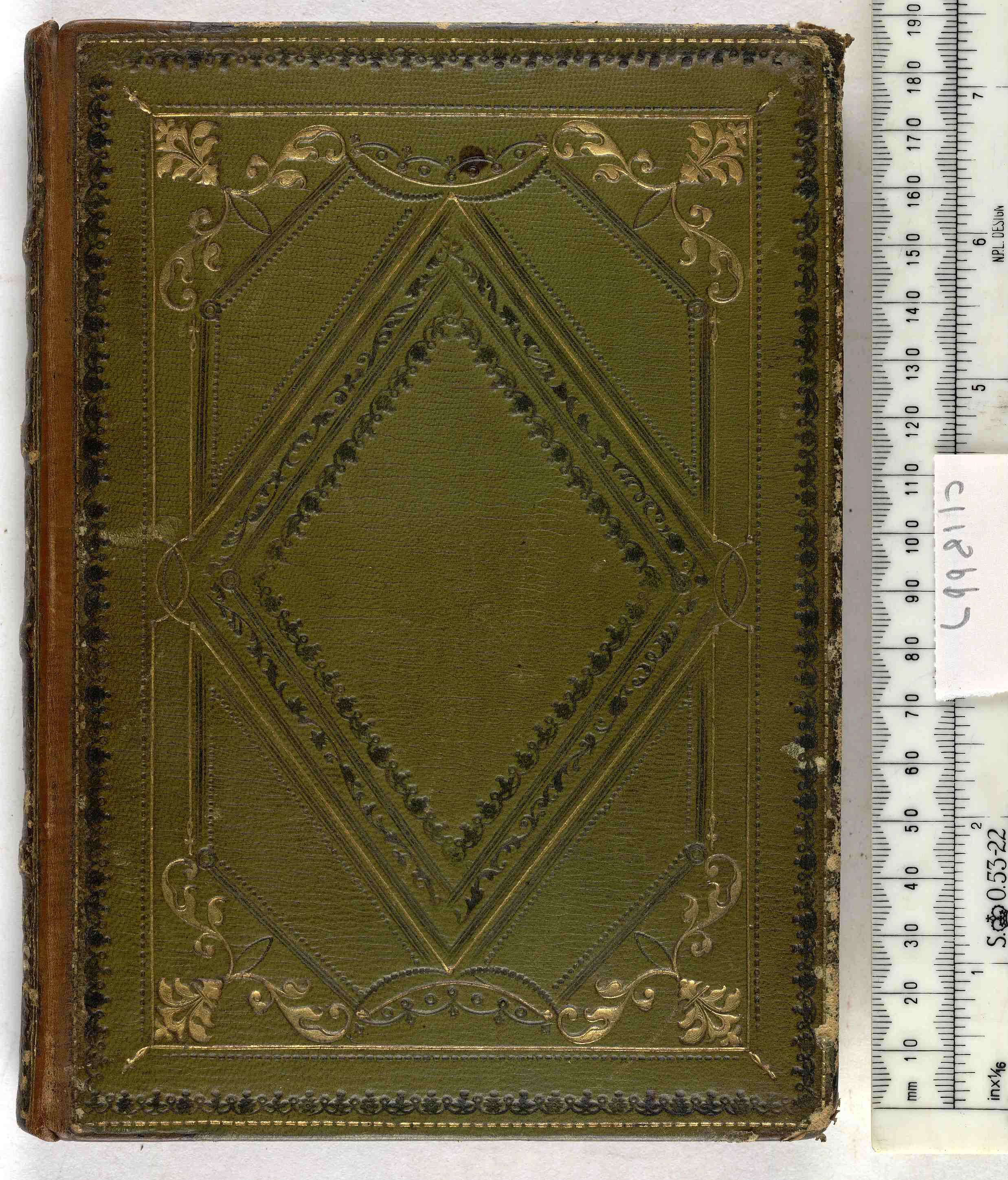
'Giardino di Ricreatione' di John Florio (1591) – Una collezione di seimila proverbi, motti, frasi e citazioni da autori italiani.

Florio: Fast bind fast find (First Fruits, Folio 31, 1578)
Shakespeare: Fast bind fast find, a proverb never stale in thrifty mind (‘Il mercante di Venezia’, Atto II, sc. 5, 1600)
Florio: All that glistreth is not gold (Second Fruits, Folio 32, 1591)
Shakespeare: All that glitters is not gold, golden tombs do dust enfold (‘Il mercante di Venezia’, Atto II, sc. 5, 1600)
Florio: More water flows by the mill than the miller knows  (Second Fruits, Folio 34, 1591)
Shakespeare: More water glideth by the mill than wots the miller of (‘Tito Andronico’, Atto II, sc. I, 1589-93)
Florio: When the cat is abroade the mise play (Second Fruits, Folio 33, 1591)
Shakespeare: Playing the mouse in absence of the cat (‘Enrico IV’, Atto I, sc. 2, 1597)
Florio: Make of necessity virtue (Second Fruits, Folio 13, 1591).
Shakespeare: Make a virtue of necessity (‘I due gentiluomini di Verona’, Atto IV, sc. 2, 1623).
Florio: He that maketh not marreth not (Second Fruits, Folio 27, 1591)
Shakespeare: What make you nothing? what mar you then? (‘Come vi piace’, Atto I, sc. I, 1623).
Florio: An ill weed groweth apace (Second Fruits, Folio 31, 1591).
Shakespeare: Small herbs have grace, great weeds do grow apace ('Riccardo III’, Atto II, sc. 4, 1597).
Florio: Give losers leave to speak (Second Fruits, Folio 33, 1591).
Shakespeare: But I can give the loser leave to chide, and well such losers may have leave to speak (‘Enrico VI’, Part II,  Atto III, sc. I, 1594).
Florio: It is Labour lost to speak of love (Second Fruits, Folio 71, 1591),
Shakespeare lo rende un titolo di una commedia: ‘Love’s Labour’s Lost’ (Pene d’amor perdute, 1598)
Florio: Gran romore, e poca lana (much a doe about nothing) (Giardino di Ricreatione, 1591/Queen’s Anna New World of Words, 1611)
Shakespeare lo rende titolo di una commedia: ‘Much Ado About Nothing’ (1600)
Florio: Tutto è bene, che riesce bene (Giardino di Ricreatione, 1591)
Shakespeare lo rende titolo di una commedia 'All's Well That Ends Well’ (‘Tutto è bene quel che finisce bene’, 1623)
Florio: Necessity hath no law (Second Fruits, Folio 31, 1591).
Shakespeare: Nature must obey necessity (‘Giulio Cesare’, Atto III, sc. 3, 1623).
Florio: Lombardy is the garden of the world (Second Fruits, 1591)
Shakespeare: I am arrived for fruitful Lombardy, The pleasant garden of great Italy. (‘La bisbetica domata’, 1.1.3–4, 1594)
Florio: A gallant death doth honour a whole life (Second Fruits, Folio 34, 1591).
Shakespeare: Nothing in life became him like the leaving of it (‘Macbeth' Atto I, sc. I, 1623).
Florio: The end maketh all men equal (Second Fruits, Folios 33, 1591).
Shakespeare: One touch of nature makes the whole world kin. (‘Troilo e Cressida’, Atto III, sc. 3, 1609).
Florio: That is quickly done that is done well. (First Fruits, 1578)
Shakespeare: If ‘twere done when ‘tis done ‘twere well kwere done quickly (‘Macbeth’, Atto I, sc 7, 1623)
Florio: Venitia, chi non ti vede non ti pretia ma chi ti vede bene gli costa. (Second Fruits, 1591)
Venice, he who seeth thee not praiseth thee not, but he who seeth thee it costs him dear (First Fruits, Folio 34, 1578).
Shakespeare: I may say of thee as the traveller doth of Venice: Venetia Venetia, chi non ti vede non ti pretia. Old Mantuan, who understandeth thee not, loves thee not. (‘Pene d’amor perdute', Atto IV, sc. 2, 1598)
Florio: It is good to strike the yron when it is hot (First Fruits, 1578)

Shakespeare: Strike now, or else the iron cools ('Enrico VI', parte III, Atto 5, scena 1, 1591)
Queste similarità mostrano come nelle opere attribuite a W. Shakespeare, l'autore, chiunque egli fosse, abbia utilizzato diversi proverbi creati da John Florio e abbia impiegato in diversi passaggi delle sue opere le stesse tecniche di conversazione, ma anche simili sillogismi e opinioni su specifici argomenti.
Anche Thomas Baynes, filosofo inglese ed editore dell’Enciclopedia Britannica ha evidenziato come Shakespeare conoscesse bene l’opera First Fruits di Florio, utilizzando molti proverbi e dialoghi nelle sue opere. Baynes mette in luce anche che Shakespeare conoscesse bene l’opera Second Fruits di Florio, in cui è presente uno dei primi sonetti elisabettiani a essere stampato: "Phaeton to his friend Florio".

### Similarità tra i dialoghi di Shakespeare e quelli di Florio
I dialoghi che Florio ha scritto nei suoi testi First Fruits (1578) e Second Fruits (1591) differivano dai testi dei suoi predecessori, poiché Florio non scriveva manuali di lezioni di lingua per studenti o principianti, ma i suoi testi erano rivolti alla nobiltà. Florio, nei suoi manuali, scriveva dialoghi sull'amore, le donne, il teatro, la filosofia: argomenti che non si trovavano nei manuali di lezioni per imparare le lingue straniere dell'epoca. Alcuni studiosi hanno sottolineato come le opere di Florio contengano dialoghi drammatici che “rimandano alla Commedia italiana del Cinquecento.”

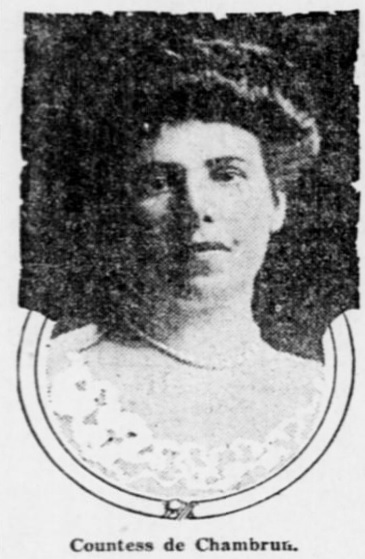
Clara Longworth de Chambrun, scrisse la prima biografia su John Florio, ‘Giovanni Florio, un apôtre de la renaissance en Angleterre a l'époque de Shakespeare’

Clara Longworth de Chambrun, biografa di Shakespeare e di Florio, nel secondo capitolo del suo libro ‘Giovanni Florio, un apôtre de la renaissance en Angleterre a l'époque de Shakespeare’ fu la prima studiosa a fare un’analisi comparativa tra i lavori di John Florio e Shakespeare. Longworth realizzò un'ampia analisi dei dialoghi drammatici di Florio, contenuti nei suoi testi First Fruits e Second Fruits facendo un confronto con i dialoghi di Shakespeare e rilevando le somiglianze tra i due scrittori. La stessa analisi fu fatta anni dopo da Rinaldo Carlo Simonini nel suo libro Italian Scholarship in Renaissance England.
Nell’opera teatrale I due gentiluomini di Verona Valentino discute della sua amata con Speed. L’intera scena, sottolinea Simonini, è molto simile al dialogo di Florio “Amorous talke (Discussione amorosa)” nel capitolo 14 dei First Fruits. Questo vuol dire che gli scritti di Florio circolavano tra i nobili, ma non garantiscono l'identità non ancora accertata di Shakespeare.
Il capitolo 17 dei First Fruits, “To talke in the darke” rievoca l'atmosfera della scena iniziale dell’Amleto di Shakespeare. Altre somiglianze si possono trovare nei sillogismi e nei detti spiritosi che si trovano sia in Shakespeare e sia nei manuali di lingua di Florio.
 
Simonini sottolinea anche come Shakespeare inizi i suoi dialoghi sulle nazionalità ne Il mercante di Venezia nel consueto stile di Florio. Ma sono congetture, ipotesi come tante altre tuttora aperte e dibattute sull'identità dell'autore.
Nei Second Fruits, i consigli di saggezza mondana offerti da Stefano a Pietro, il viaggiatore neofita sono molto simili ai consigli di Polonio dato a Laerte nell'Amleto e "l'alta stima per gli studiosi manifestata in questo stesso dialogo è di particolare interesse perché sia Florio sia l'Amleto di Shakespeare mostrano lo stesso rispetto per gli attori.”
Inoltre, il lungo dialogo nel capitolo 12 dei Second Fruits è una sorta di compendio sui temi dell'amore e le donne, sia a favore sia contro. In questo caso sembra che Shakespeare riecheggi i Second Fruits nelle sue argomentazioni a favore e contro l'amore nella scrittura di sonetti in Pene d'amor perdute. Frances Amelia Yates, studiosa di Shakespeare e Florio, nel suo A Study of Love Labour’s Lost, a pagina 24, mette in evidenza che Shakespeare non solo avesse studiato attentamente questo dialogo, ma ne conosceva anche la storia.
Nei First Fruits c'è un dialogo sulle virtù del vino. Il discorso di John Falstaff sulle virtù del vino (sack) ricorda molto il dialogo di Florio. Simonini nota anche come 'Shakespeare utilizzi le stesse parole o significati attorno ai quali costruisce la similitudine: vapori (umori), spirito, sangue, cuore, cervello (spiriti), e apprendimento (memoria).

### Analisi comparata del linguaggio di Shakespeare e Florio
La ricercatrice Laura Orsi ha realizzato una analisi linguistica, lessicale e stilistica comparata tra i testi di Shakespeare e John Florio, focalizzandosi in particolare nella creazione di nuove parole, coniate da Florio. Le parole sono tratte dalle commedie di Shakespeare e dalle maggiori opere di Florio, ovvero i suoi dizionari italiano-inglese A Worlde of Wordes (1598) e Queen Anna's New World of Words (1611), la sua traduzione dei Saggi di Michel de Montaigne (Essays, 1603) e la traduzione in inglese anonima del Decamerone, che fu pubblicata a Londra nel 1620.
Questo primo studio comparativo di Shakespeare e John Florio porta alla luce una serie di concordanze lessicali e stilistiche rivelatrici che mostrano le similarità tra il linguaggio di Florio e quello di Shakespeare. Emerge che i contributi linguistici di Shakespeare e Florio siano stati elaborati sulla loro comprensione degli etimi delle parole e mostrano una approccio grammaticale reciprocamente intercambiabile.
Inoltre, emerge come Shakespeare e Florio abbiano creato nuove parole utilizzando le stesse modalità inventive. L'analisi comparativa linguistico-stilistica, oltre a evidenziare l’indebitamento non sporadico di Shakespeare verso le lingue antiche e romanze, mostra una perfetta compatibilità della creatività linguistica di Shakespeare con quella di John Florio.

## Montaigne, Shakespeare e Florio
John Florio è stato il primo traduttore in lingua inglese dei Saggi di Montaigne. Numerosi studiosi hanno sottolineato la grande influenza che la traduzione dei Saggi di Montaigne ha avuto nelle opere di Shakespeare. Friedrich Nietzsche scrisse che "Shakespeare fu il miglior lettore di Montaigne".

### Shakespeare, Florio eLa Tempesta
È stato messo in luce da diversi studiosi come il discorso di Gonzalo ne La tempesta di Shakespeare corrisponda alla traduzione fatta da Florio del testo di Montaigne, nello specifico il passaggio Des Cannibales:
 DES CANNIBALES tradotto da Florio

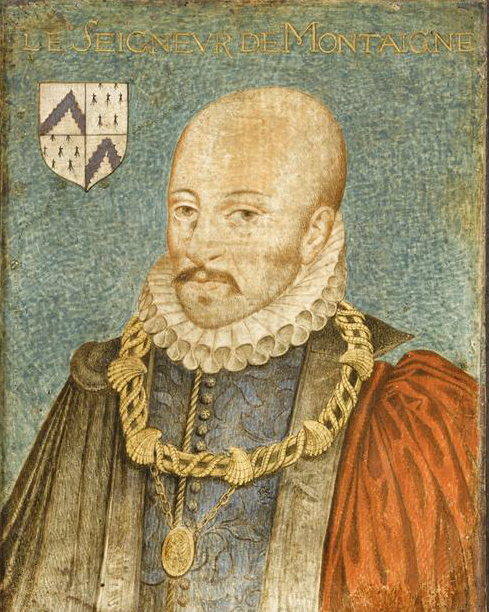
Michel de Montaigne-Delecroix (1533–1592), Autore francese. John Florio tradusse i Saggi di Montaigne in lingua inglese, considerati uno dei principali lavori in prosa del periodo elisabettiano. Shakespeare fu influenzato dai Saggi di Montaigne tradotti da Florio, sia prima sia dopo la sua pubblicazione.

"It is a nation, would I answer Plato, that hath no kinde of traffike, no knowledge of Letters, no intelligence of numbers, no name of magistrate, nor of politike superioritie; no use of service, or riches or of povertie; no contracts, no successions, no partitions, no occupation but idle; no respect of kindred, no use of wine, corne, or mettle. The very words that import lying, falsehood, treason, dissimulations, covetousness, envie, detraction, and pardon, were never heard of amongst them. How dissonant would hee finde his imaginarie common-wealth from this perfection?"
GONZALO ne LA TEMPESTA di Shakespeare
"I’th’Commonwealth I would by contraries
Execute all things. For no kind of traffic
Would I admit, no name of magistrate.
Letters should not be known. Riches, poverty,
And use of service, none. Contract, succession,
Bourn, bound of land, tilth, vineyard, none.
No use of metal, corn, or wine, or oil.
No occupation: all men idle, all,
[...]
...Treason, felony,
Sword, pike, knife, gun, or need of any engine
Would I not have”"
Ci sono altri passaggi, in particolare nel Re Lear, che indicano che Shakespeare avesse letto i Saggi. Nel Re Lear è Edmund – il cattivo – che prende in prestito i pensieri di Montaigne sulla paternità; mentre in Amleto Polonio – alcuni dei cui consigli riecheggiano Montaigne – è un ciarlatano.  Sia Shakespeare che Florio impiegano uno "stile enfatico e scarno simile, per delineare le caratteristiche e i meriti di un tipo di società utopica, ricca di abbondanza naturale e senza bisogno di costrutti artificiali, perfino nella corrispondenza delle parole tra i due testi".

### George Coffin Taylor
Nel 1925, George Coffin Taylor pubblicò un libro dal titolo Shakespeare’s Debt to Montaigne presentando i paralleli tra Shakespeare e il Montaigne tradotto da Florio, notando correlazioni nel ’vocabolario, frasi, passaggi e anche nel pensiero’.

Taylor divide i passaggi chiave in tre gruppi:
”Un primo gruppo, quello che riguarda i passaggi nel Montaigne di Florio e nelle commedie di Shakespeare scritte nel 1603 e successivamente, così simili nella fraseologia da escludere praticamente ogni possibilità di dubbio. In secondo luogo, un altro gruppo di passaggi e frasi nel Montaigne di Florio e nelle commedie di Shakespeare scritte durante e dopo il 1603, che, sebbene non così sorprendentemente simili nella fraseologia da escludere ogni dubbio, sono tuttavia abbastanza simili da far pensare che il passaggio di Shakespeare possa non aver assunto la sua forma definitiva a meno che Shakespeare non abbia letto il testo di Montaigne. Terzo, un elenco di circa settecentocinquanta parole e frasi del Montaigne tradotto da Florio usate anche da Shakespeare, ma mai in nessuna sua composizione antecedente al 1603 - molte delle quali, se si può giudicare dall'Oxford Dictionary, mai usate da nessuno prima del 1603."
 Per Coffin Taylor:
"Quando si tiene presente il numero delle espressioni in Shakespeare, e il numero dei pensieri in Shakespeare, che non avrebbero mai potuto assumere la loro forma definitiva se non per una precedente lettura del Montaigne, [tradotto da John Florio], ci si può ben chiedere se un'altra singola opera che Shakespeare ha letto lo abbia influenzato in così tante opere diverse e in una così grande varietà di modi: parole, frasi, passaggi, pensieri." 
In una prima recensione del libro di Taylor, T. S. Eliot fu particolarmente colpito dalla lista di Taylor, che riguardava ‘parole e frasi, abbastanza numerose da poter ipotizzare che Shakespeare le avesse riprese da Florio’.

### La conoscenza dei Saggi di Montaigne da parte di Shakespeare prima della pubblicazione di Florio
Lo studioso di Shakespeare Jonathan Bate ha affermato che "è stato questo libro di Montaigne, forse più di tutti gli altri, a plasmare la mente di Shakespeare nella seconda metà della sua carriera". Nel suo articolo Montaigne e Shakespeare: two great writers of one mind., Bate ha anche affermato che la traduzione di Florio dei "Saggi" di Montaigne ha avuto un impatto sulle opere di Shakespeare anche prima della pubblicazione: Jonathan Bate scrive anche:
Gli studiosi discutono se Shakespeare abbia avuto modo di leggere o meno la traduzione di Florio in manoscritto prima che fosse pubblicata nel 1603. Le prove disponibili suggeriscono che probabilmente non l'abbia fatto, ma piuttosto che la sua mente e quella di Montaigne funzionassero in modi così simili che il personaggio di Amleto, creato prima del 1600, sembri un lettore di Montaigne anche se non avrebbe potuto esserlo.
 Ma in una sua recente pubblicazione, How the Classics made Shakespeare, Jonathan Bate afferma che è possibile che Shakespeare conoscesse la traduzione di Florio dei Saggi di Montaigne prima della sua pubblicazione, avendo accesso al manoscritto dell'opera di Florio (ma senza fornire nessuna prova di questa ipotesi).
William M. Hamlin ha messo in luce come la traduzione di Florio dei "Saggi" di Montaigne abbia avuto un impatto sui drammi di Shakespeare, prima che apparisse la traduzione pubblicata. Per Hamlin, Florio cattura il suo stile curioso e tortuoso con una sorprendente esuberanza verbale.

### Il Montaigne di Florio: Il lavoro di un drammaturgo
Stephen Greenblatt ha notato, nell’introduzione alla sua edizione della traduzione di Florio dei Saggi di Montaigne, che c'è spesso un'atmosfera shakespeariana nello stile di prosa di Florio. Francis Otto Matthiessen, nel 1931, pubblicò Translation: an Elizabethan art effettuando un'ampia analisi del metodo di traduzione di Florio, evidenziando le somiglianze tra lo stile anglo-italiano e quello shakespeariano. Per Matthiessen, Florio altera Montaigne allo scopo di realizzare un quadro più completo, il desiderio di una sensazione di movimento è la forza alla base di quasi tutte le aggiunte di Florio, e vuole sempre aggiungere enfasi, per accrescere e ingrandire il significato. In ogni caso, queste modifiche realizzate nel testo da Florio sono dettate da un senso teatrale.
Con la sua analisi, Matthiessen evidenzia le somiglianze stilistiche tra Florio e Shakespeare, sostenendo che "sarebbe pericoloso insistere troppo sulle sorprendenti somiglianze nel discorso e nel pensiero", e concludendo la sua analisi afferma che Florio e Shakespeare "parlavano continuamente con le stesse persone, ascoltavano le stesse teorie, respiravano la stessa aria"

## Giordano Bruno, Shakespeare e John Florio
Un'altra figura che lega Shakespeare a John Florio è il filosofo e scrittore Giordano Bruno. Giordano Bruno visse per due anni presso l’Ambasciata francese a Londra insieme a John Florio. Diversi studiosi hanno messo in luce come siano presenti nelle opere di Giordano Bruno e di Shakespeare simili riflessioni filosofiche: entrambi gli autori condividevano la tesi su un universo infinito, la teoria post-copernicana, la teoria eliocentrica e la possibilità di vita su altri pianeti.
La studiosa floriana Giulia Harding ha analizzato la relazione tra Shakespeare e Giordano Bruno, e il linguaggio di Florio e Shakespeare, sottolineando come il tema dell’influenza del pensiero di Bruno su Shakespeare, attraverso una conoscenza personale con Florio, sia tuttora un argomento di accesa critica speculativa.

### John Florio e Giordano Bruno all’ambasciata francese (1583–1585)
Giordano Bruno e John Florio vissero sotto lo stesso tetto, per due anni (dal 1583 al 1585), presso l’ambasciata francese di Londra. John Florio lavorava come precettore della figlia dell'ambasciatore francese Michel De Castelnau, ma era anche il suo segretario e rappresentante legale. Mentre Bruno, era ospite dell’ambasciatore De Castelnau, e proprio in questi anni scrisse e pubblicò i suoi sei più famosi dialoghi morali.

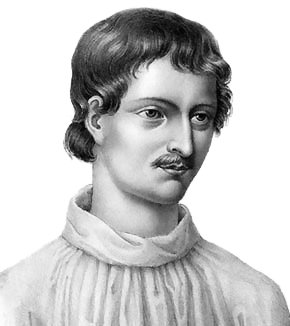
Giordano Bruno, Ritratto basato su una xilografia di
"Livre du recteur", 1578. John Florio e Giordano Bruno vissero insieme all’ambasciata francese dal 1583 al 1585

Bruno menzionò Florio ne La Cena de le Ceneri come uno dei messaggeri che porta a Bruno l‘invito alla cena di Fulke Greville. In un'altra scena Bruno and Florio sono su una barca di notte e cantano strofe dall'Orlando Furioso di Ludovico Ariosto. In seguito, Bruno lo descriverà come "Eliotropo" ne De La Causa, Principio et Uno..
Allo stesso modo, Florio citerà Bruno nelle sue opere, introducendo la figura de ‘Il Nolano’, nei suoi Second Fruits (1591). In seguito, nonostante la tragica morte di Bruno per mano dell’Inquisizione, nel 1603 Florio ricorderà il suo amico Nolano, che gli aveva insegnato il valore culturale della traduzione: Inoltre, nel 1611, Florio elencò i lavori di Bruno tra i testi utilizzati per la creazione del suo dizionario. Studiosi di Bruno, come Giovanni Gentile e Vincenzo Spampanato hanno entrambi messo in luce il debito di Florio nei confronti delle opere del filosofo campano. Florio cita anche l'arte della memoria nei Second Fruits, nel primo dialogo. Inoltre, nei suoi due dizionari Florio utilizza termini (oltre a parole dialettali napoletane) presi dalle opere di Bruno.

### Giordano Bruno nelle opere shakespeariane
Gli studiosi shakespeariani Benno Tschischwitz e Christian Bartholmess hanno analizzato le connessioni tra l’“Amleto” di Shakespeare e le tesi filosofiche sviluppate da Bruno, in particolare il tema della morte come semplice passaggio da una forma di materia animata a un'altra, presente sia nell’opera teatrale Amleto sia nel secondo dialogo dell’opera De la causa, principio et uno di Bruno. William Konig è un altro studioso di Shakespeare che ha analizzato la somiglianza tra Bruno e Shakespeare, e soprattutto ha sottolineato l'influenza in Shakespeare della teoria universale post-copernicana di Bruno, la somiglianza tematica e strutturale del dramma de Il Candelaio di Bruno con un’opera shakespeariana come Pene d’amore perdute. Konig sottolinea anche l’influenza dell’opera filosofica De gli eroici furori di Bruno sui Sonetti di Shakespeare.
Julia Jones, studiosa di Giordano Bruno,  ha messo in luce come in De l'infinito universo et mondi, Elpinus, un seguace di Bruno, afferma che ci sono tanti sistemi solari quante sono le stelle; e il sole è una delle tante stelle fatte di fuoco e parallelamente nel poema che Amleto compone per Ofelia, viene riproposta la stessa visione cosmologica, dove Amleto viene visto come un “re dello spazio infinto”, in opposizione alla visione aristotelica di un universo “finito”.
Jones sottolinea anche come, nell'Atto I, Scena ii dell’Amleto, emerga che Wittenberg fosse il luogo dove Amleto e Orazio [l'amico fidato di Amleto] avevano studiato; lo stesso luogo dove Bruno risulta essere registrato come "doctor italus"  il 20 agosto 1586 e dove fu docente per circa due anni. Jones, inoltre, ha evidenziato i "forti accenti bruniani” presenti nel famoso passaggio pronunciato da Amleto e rivolto a Orazio: 'Ci sono più cose in cielo e in terra, Orazio, di quante ne sogni la tua filosofia’..
Amalia Buono Hodghart ha sottolineato le somiglianze tra il pensiero di Bruno ne il Candelaio e Pene d’amor perdute di William Shakespeare. Nella sua opera teatrale, Shakespeare introduce persino un personaggio di nome Berowne, che rimanda al cognome di Giordano Bruno.

## Shakespeare e l’Italia: luoghi, cultura, autori e lingua
L’Italia è presente in numerose opere teatrali di Shakespeare: non soltanto luoghi o personaggi, ma gli elementi italiani emergono anche a livello letterario, linguistico, storico e artistico.

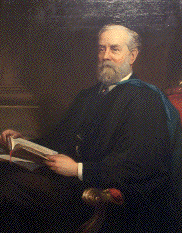
Dipinto di Thomas Spencer Baynes, ritratto nel 1888.

Tra i primi studiosi a parlare dell’influenza di John Florio su Shakespeare è stato Thomas Spencer Baynes, filosofo inglese e autore della nona edizione della Enciclopedia Britannica. Nel 1902, Baynes, include nella voce dedicata a Shakespeare dell’Enciclopedia Britannica, una sezione intitolata "Shakespeare va a Londra (cont.): Shakespeare continua la sua educazione. Il suo rapporto con Florio". Baynes scrive che Florio fu determinante per la grande conoscenza di Shakespeare sull'Italia, le sue città, i suoi dialetti e la sua letteratura, che costituiscono una parte importante della sua opera. Il paragrafo dedicato ai rapporti tra Florio e Shakespeare venne rimosso dall’Enciclopedia Britannica, a partire dall’undicesima edizione, pubblicata nel 1910.

### Ambientazione e cultura italiana nelle opere di Shakespeare
Almeno dodici opere di Shakespeare hanno come ambientazione principale o secondaria luoghi italiani: da Venezia (Il mercante di Venezia e Otello) e la Sicilia (Molto rumore per nulla, Il racconto d’inverno) a Padova (La bisbetica domata) e Verona (I due gentiluomini di Verona, Romeo e Giulietta). Altre opere teatrali sono ambientate nell'antico Impero Romano e hanno come scenario principale o secondario Roma e le sue colonie: Giulio Cesare, Coriolano, Tito Andronico e Antonio e Cleopatra. Anche quando l'ambientazione non è in una città italiana, Shakespeare usa personaggi italiani, come in Cimbelino o La commedia degli errori. In Tutto è bene quel che finisce bene, l'Italia è la destinazione del personaggio Bertram, desideroso di fuggire da un matrimonio indesiderato. In Riccardo II, il pavido Riccardo e i suoi adulatori sono ossessionati dalle mode italiche.. Una opera teatrale come La Tempesta, pur avendo un'ambientazione immaginaria (ma con personaggi italiani), prende ispirazione da luoghi italiani.
Nelle sue opere teatrali, Shakespeare non si limita a utilizzare solo ambientazioni italiane, ma descrive anche tradizioni e costumi italiani.  Nell'Otello e ne Il mercante di Venezia, ad esempio, menziona il "Sagittario", una strada dove vivevano i fabbricanti di frecce (oggi chiamata Frezzaria); menziona l’"attico" nel Ghetto Nuovo; gli zoccoli veneziani; fa riferimento al "traghetto comune" (i traghetti che portavano i passeggeri dal "tranetto" a Venezia); parla della gondola o dell'usanza veneziana di presentare "un piatto di colombe" come regalo o offerta di pace. In Molto rumore per nulla, descrive un ballo mascherato (Atto 2), che “permette il flirt e il comico scambio di identità, ma, in una vena più oscura, il travestimento permette anche a Don John di ingannare Claudio e fargli credere che Ero gli sia infedele. Shakespeare voleva chiaramente usare l'associazione dell'Italia con i divertimenti carnevaleschi”.
In Shakespeare and Italy, Ernesto Grillo mette in luce come Shakespeare abbia ambientato 106 scene in Italia e abbia utilizzato oltre 800 riferimenti all'Italia in generale: precisamente 400 riferimenti a Roma; 52 a Venezia; 34 a Napoli; 25 a Milano; 23 a Firenze; 22 a Padova e 20 a Verona.
Richard Paul Roe, nel suo libro The Shakespeare Guide to Italy: Retracing the Bard's Unknown Travels, rivela la profonda conoscenza di Shakespeare dei luoghi, della lingua, della cultura dell'Italia che permeano così profondamente le sue opere. Roe sottolinea che le opere di Shakespeare riguardanti l'Italia non si svolgono in ambientazioni fantastiche, ma hanno anche un fondamento nei luoghi che egli descrive. In questo libro, Roe dimostra che la conoscenza di Shakespeare dell'Italia non era affatto "frammentaria" ma, al contrario, profonda.
Nelle sue opere, Florio cita numerose città italiane, dimostrando non solo di conoscerle, ma anche di conoscerne la storia e la cultura. Nella sua opera Second Fruits, Florio menziona molte città del Nord Italia, come Mantova, Ferrara, Padova e Venezia, descrivendo con proverbi e massime i loro usi e costumi. Ad esempio nelle sue opere A World of Words (1598) e Queen Anna’s New World of Words (1613), Florio elenca un gran numero di città italiane descrivendone il dialetto e le tradizioni.

### Autori: le fonti italiane di Shakespeare
Shakespeare si avvale di diverse fonti italiane come ispirazione per le trame di diverse sue opere. Sono fonti scritte in italiano volgare e in dialetto, alcune delle quali mai precedentemente tradotte in inglese.

#### Testi italiani tradotti in inglese da Florio
Giovanni Boccaccio: John Florio fu il primo traduttore in inglese del Decamerone di Giovanni Boccaccio. Il testo venne pubblicato anonimamente con le sue iniziali nel 1620. Shakespeare utilizzò il Decamerone come fonte di ispirazione per almeno due sue opere. Il Decamerone fornisce a Cimbelino la descrizione di Iachimo della stanza di Imogene come prova della sua infedeltà, e la trama principale di Tutto è bene quel che finisce bene, basata sulla novella numero nove della terza giornata del Decamerone.

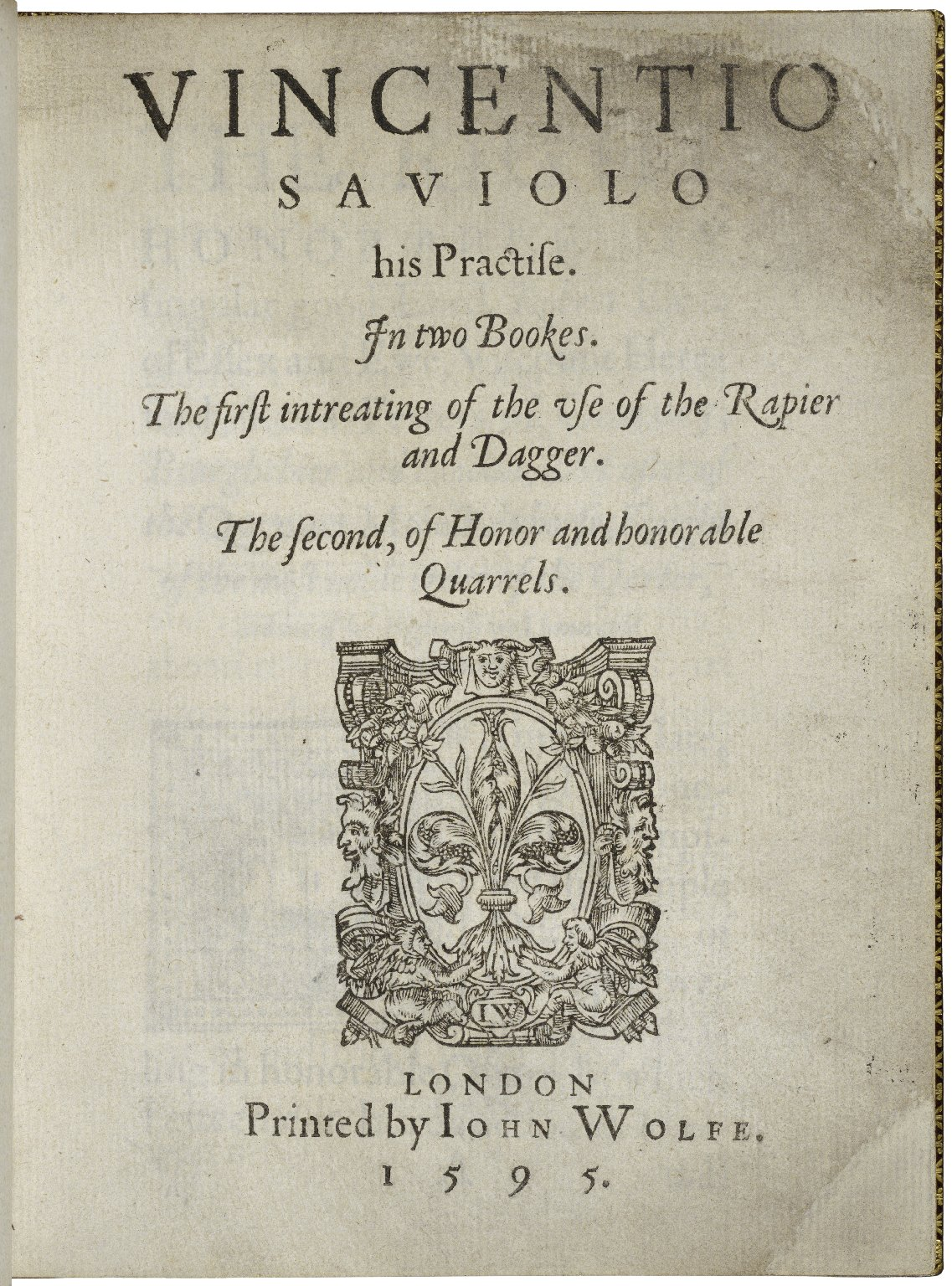
Saviolo, his Practise. Questo testo di Vincentio Saviolo fu scritto con l’aiuto di John Florio. John Florio menziona Vincentio Saviolo nei suoi ‘Second Fruits’ (1591) Diversi passaggi dei duelli nell’opera Romeo e Giulietta si ispirano al testo di Saviolo.

Vincentio Saviolo: Uno dei maestri della scuola italiana di scherma a Londra fu Vincentio Saviolo, autore del manuale di scherma, Saviolo, His Practise (1595). Florio menziona Saviolo nella sua opera “Second Fruits’’. Lo studioso Sergio Rossi ha messo in luce come in ‘Romeo e Giulietta’ la descrizione dei combattimenti si ispira a quelle descritte da Saviolo: “Shakespeare utilizzò il manuale attribuito a Saviolo sia per la sua terminologia tecnica che per spiegare le situazioni in cui si trovano i contendenti”. L’influenza del manuale di Saviolo si rileva soprattutto nei duelli tra Mercuzio e Tebaldo. 
J.D. Aylward fu il primo studioso a sottolineare che John Florio fosse l'autore del manuale di scherma di Saviolo, descrivendo Florio come il ghostwriter di Saviolo. Marianna Iannaccone, studiosa di John Florio, ha ampliato la tesi di Aylward, facendo un'analisi linguistico-stilistica del manuale di Saviolo, dimostrando che il manuale di Saviolo fosse il risultato di una collaborazione con Florio, che nel primo libro tradusse e riscrisse il manuale di scherma dall’italiano e i dialoghi tra il Maestro e lo studente nel secondo libro, e le conoscenze tecniche di Saviolo sulla scherma.

#### Testi italiani nella biblioteca di Florio
Giambattista Giraldi Cinzio: La narrazione principale di Otello di Shakespeare prende ispirazione dal racconto tragicomico ‘Desdemona e il Moro’ da Gli Ecatommiti (1565) di Giovanni Battista Giraldi, soprannominato Cinzio, mentre il tema del magistrato corrotto che propone una giovane donna eloquente in ‘Misura per misura’ prende ispirazione da un altro racconto di Cinzio Epitia. Grazie al libro di Gary Taylor Shakespeare's Mediterranean Measure for Measure, sappiamo che la commedia era ambientata a Ferrara, non a Vienna. E infatti, tutto nella trama e nell'atmosfera è italiano, anche i nomi dei personaggi, mentre l'Austria non è mai menzionata nel testo. Taylor arriva alla conclusione che la città di questa opera teatrale sia Ferrara. Taylor collega Florio a questa opera, affermando: “Ferrara è la prima città italiana menzionata nell’opera Second Fruits di John Florio”.

Ritratto di Machiavelli dipinto da Santi di Tito

Niccolò Machiavelli: Le opere teatrali storiche di Shakespeare affrontano la tematica del potere politico. Personaggi come Riccardo II e Riccardo III mostrano l’influenza del pensiero machiavelliano. Ad esempio, quando Riccardo II viene deposto, profetizza che coloro che lo hanno deposto saranno a loro volta disprezzati dal nuovo Re - e in questo riflette il pensiero di Machiavelli.
John Roe ha fatto uno studio comparativo dettagliato su Shakespeare e Machiavelli, e ha sostenuto che in entrambi ci fosse una notevole somiglianza sui temi che riguardavano i motivi e la moralità dell'azione politica, nonché le differenze sulla questione della magnanimità. All’epoca non era disponibile nessuna traduzione in inglese delle opere di Machiavelli, Il Principe e i Discorsi erano disponibili in italiano, francese e latino durante il XVI secolo. La conoscenza di Shakespeare di Machiavelli è stata spesso spiegata attraverso John Florio, che ha agito come traduttore delle opere di Machiavelli per Shakespeare o come suo tutore personale. Frances Yates ha sottolineato la profonda conoscenza di Florio delle opere di Machiavelli. John Florio possedeva tutte le opere di Machiavelli nella sua biblioteca.
Luigi Groto: Barbara Spaggiari nel suo libro, ‘Studi su Luigi Groto e sull'epigramma nei Shakespeare's Sonnets’, sottolinea come Shakespeare non solo abbia preso in prestito passaggi dalle opere di Luigi Groto, come dalla tragedia ‘Hadriana’, che all'epoca non era stata tradotta, ma che abbia tradotto anche dall'italiano all'inglese alcuni versi senza effettuare alcuna minima alterazione. Nel suo libro, Spaggiari cerca di dimostrare la conoscenza di Shakespeare delle opere italiane di Groto attraverso John Florio come "intermediario" e "mediatore linguistico”.
Matteo Bandello: La fonte principale per Molto rumore per nulla sono le Novelle (all’epoca non tradotte in inglese) di Matteo Bandello. Uno dei racconti, pubblicato nelle Novelle di Matteo Bandello ha influenzato anche la storia di Romeo e Giulietta. Ma la storia principale di Romeo e Giulietta può essere fatta risalire alla ‘Historia novellamente ritrovata di due Nobili Amanti’ di Luigi da Porto, pubblicata postuma nel 1531.. Le Novelle di Bandello (1554) insieme all’Orlando Furioso di Ludovico Ariosto hanno anche influenzato la trama di ‘Molto rumore per nulla’. John Florio possedeva le Novelle di Bandello nella sua biblioteca.
Giovanni Fiorentino: Il Pecorone di Giovanni Fiorentino ha influenzato alcune storie de ‘Le allegre comari di Windsor’. Il Pecorone di Fiorentino ha influenzato anche le storie de Il Mercante di Venezia: in particolare le scene della prova dei pretendenti, il salvataggio del mercante (con una "libbra di carne") da parte della nuova moglie del suo amico travestita da avvocato e la richiesta di lei dell'anello di fidanzamento come pagamento.

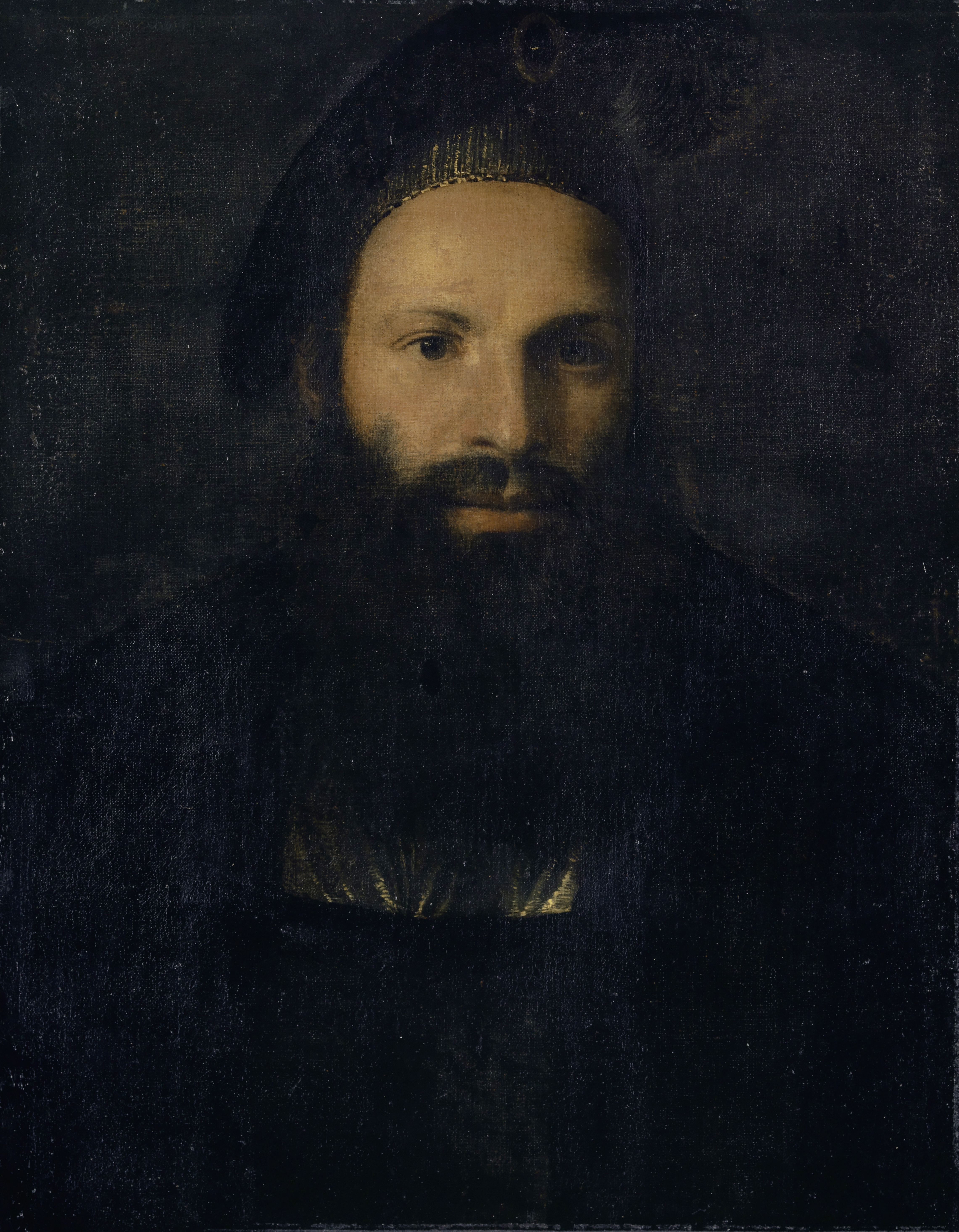
Pietro Aretino è una fonte importante per le opere di Shakespeare. Tutte le sue opere non erano ancora state tradotte in inglese. John Florio non solo possedeva l'intera collezione delle opere di Pietro Aretino, ma suo padre, Michelangelo Florio, fu anche un caro amico di Aretino, e si scambiarono lettere durante la loro carriera.

Pietro Aretino: Diversi studiosi di Shakespeare hanno sottolineato l'influenza delle opere di Aretino sulle opere di Shakespeare. Secondo John M. Lothian l'autore delle opere inglesi del Bardo (chiunque fosse) doveva avere una perfetta conoscenza dell'italiano, considerando che le opere di Aretino (da cui trasse ispirazione, secondo lo studio sopra citato) non erano ancora state tradotte in inglese, e considerando che l'analisi della composizione creativa in inglese si dimostra essere avvenuta solo sulla base di una rielaborazione e trasposizione creativa delle parole e dei concetti scritti in italiano; che dovevano essere ben chiari, per iscritto, nella mente del drammaturgo, nel momento in cui si esprimeva creativamente in un'altra lingua, nel momento, cioè, della "composizione" e dell'ispirazione poetica. John Florio non solo possedeva l'intera collezione delle opere di Pietro Aretino, ma suo padre, Michelangelo, fu anche un amico personale di Aretino, e si scambiarono lettere durante la loro carriera.
Torquato Tasso: Nel 2004 Roger Prior mette in luce la familiarità di Shakespeare con gli scrittori italiani contemporanei. In particolare, Prior sottolinea che Shakespeare abbia attinto alle opere di Torquato Tasso, evidenziando come Shakespeare abbia utilizzato un'edizione molto rara del dramma in versi di Tasso, ‘Aminta’ - un'edizione o manoscritto che doveva contenere l'Epilogo e gli Interludi musicali, che erano raramente riprodotti. Shakespeare, conclude Prior, "aveva a disposizione, quindi, un testo dell'Aminta che era più 'completo' di qualsiasi altro giunto fino a noi da quel tempo. Questo significa che è probabile che egli lo abbia ottenuto da una fonte insolitamente privilegiata e competente”. John Florio citò spesso Tasso nelle sue opere, possedeva i libri di Tasso e compose anche un dialogo pastorale ispirato proprio a Torquato Tasso.

#### Shakespeare e la commedia dell'arte

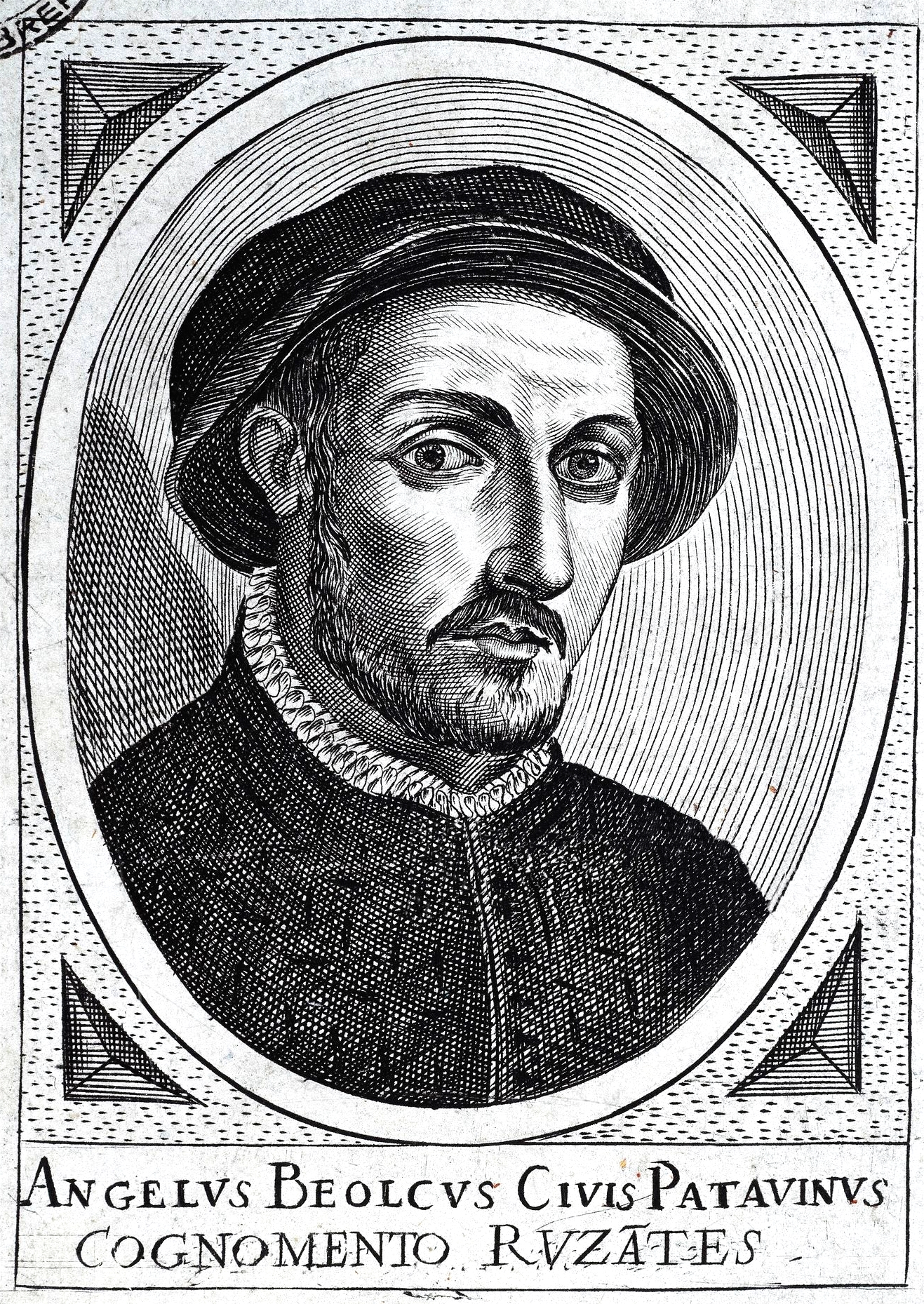
Angelo Beolco, conosciuto come Ruzante, fu un attore, cantante, autore e regista di commedie, tra i personaggi più famosi in Italia nel ruolo dello Zanni nella Commedia dell'arte. Le sue opere sono scritte esclusivamente in dialetto e hanno reso il ruolo del contadino uno straordinario spirito comico, che lo ha reso uno dei personaggi più famosi del XVI secolo italiano.

Diversi studiosi concordano che Shakespeare abbia incorporato la Commedia dell’Arte, una forma di commedia italiana che era spesso improvvisata, in molte delle sue opere, utilizzando trame e personaggi dalle fonti italiane. Ad esempio, il termine “pantaloon” (Pantalone), un famoso personaggio della Commedia dell’Arte, apparve in inglese per la prima volta nell’opera shakespeariana La bisbetica domata. La trama de La dodicesima notte di Shakespeare prende ispirazione principalmente Gl’ingannati, una commedia italiana allestita a Siena dall’Accademia degli Intronati nel 1531. Il rapporto tra Viola e Cesario corrisponde a quello tra Lelia e Fabio ne Gli Ingannati.
Angelo Beolco detto Ruzante: Diversi studiosi shakespeariane hanno messo in evidenza le similarità tra i personaggi Ciriola (ne ‘I due gentiluomini di Verona’) e Lancillotto (ne ‘Il mercante di Venezia’) con la fonte originale di Ruzante. 
Robert Henke, professore di Letteratura comparata e Arti performative dell'Università di Berkeley, in California, esperto di Shakespeare e dello studio del Rinascimento e della Commedia dell'arte, ha messo in luce le connessioni tra Shakespeare e Ruzante, in relazione alla rappresentazione della povertà nel XVI secolo. Nel suo lavoro intitolato Ruzante and Shakespeare: A comparative case study Henke ha rilevato la somiglianza tra Shakespeare e Ruzante. Il monologo di Ruzante in Moscheta in cui scherza con le scarpe parlando di morte e amore e il suo monologo in Anconitana con un cane viene paragonato al monologo di Ciriola ne ‘I due gentiluomini di Verona’ in cui il personaggio utilizza gli stessi artifici linguistici e lo stile umoristico di Ruzante. Robert Henke evidenzia come Shakespeare sia stato influenzato fortemente dalla Commedia dell'arte italiana e in particolare dalle opere di Ruzzante, scritte in italiano e dialetto padovano e all'epoca non tradotte in inglese. Shakespeare prende addirittura in prestito da Ruzante la parolaccia italiana “Cancaro”, che John Florio traduce come “Granchio”, nome del cane di Ciriola ne  ‘I due gentiluomini di Verona’, lo stesso personaggio ispirato all'opera di Ruzante. Robert Henke spiega che John Florio è il candidato più probabile come fonte della conoscenza di Shakespeare della commedia dell'arte e del Ruzante.
Artemis Preeshl nel suo Shakespeare and Commedia dell’arte: play by play ha analizzato le opere di Shakespeare e l'influenza che la Commedia dell'arte e Ruzzante ha avuto su queste, come ad esempio ne Il Racconto d’inverno, dove il principe travestito Florizel che interpretava il romantico rasato con Perdita prende ispirazione da Ruzante che interpretava un pagliaccio campestre.

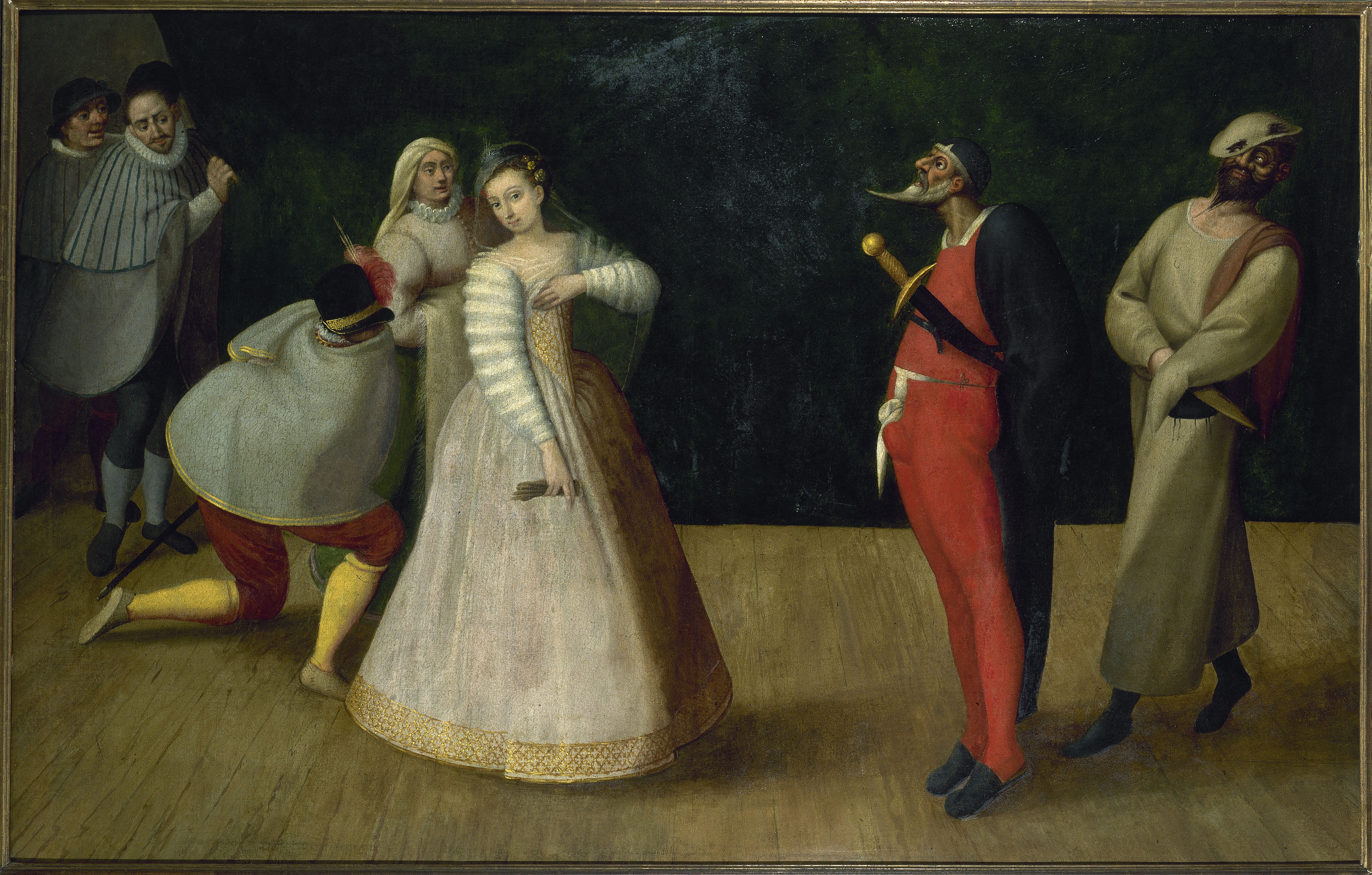
Commedia dell'Arte, Compagnia dei Gelosi. John Florio, nella sua libreria, possedeva molti testi sulla Commedia dell’arte.

Valentina Capocci, studiosa di Shakespeare, nel suo libro, Shakespeare e la Commedia dell’arte, ha analizzato le opere di Shakespeare e ha messo in luce come alcune scene comiche nelle opere shakespeariane siano state molto probabilmente improvvisate dagli attori che hanno utilizzato il ‘’canovaccio’’, uno scenario utilizzato dagli artisti della commedia dell'arte.
Richard Whalen nel suo libro Commedia dell’arte in Othello: A satiric comedy ending in tragedy ha sottolineato come la Commedia dell’arte abbia influenzato fortemente Shakespeare. Per Whalen, una testimonianza di questa influenza la troviamo nei personaggi di Otello che hanno i loro prototipi nei personaggi della Commedia dell'arte: Iago è lo Zanni, Otello è il Capitano, Roderigo è il secondo Zanni, Brabantio è Pantalone, Cassio corrisponde al personaggio Pedrolino.

### Florio e la lingua italiana nelle opere di Shakespeare
Naseeb Shaheen nel 1994, nel suo libro Shakespeare’s Knowledge of Italian, ha messo in luce come Shakespeare avesse una profonda conoscenza della lingua italiana.  Nel 2005, Christophe Camard, ha evidenziato come Shakespeare trattasse la lingua italiana in modo curioso e intimo, capace di creare nuovi significati in inglese, di giocare con una lingua straniera in un modo del tutto diverso rispetto ad altri drammaturghi inglesi, che invece utilizzavano l'italiano come un semplice strumento linguistico ‘esotico’ e di abbellimento stilistico.
Per Shaheen, la conferma che Shakespeare conoscesse l’italiano può essere dedotta dalla stretta aderenza delle sue opere teatrali alle fonti italiane. Inoltre, alcune fonti italiane che non erano state tradotte in nessun'altra lingua, e l'unica conclusione logica è che Shakespeare abbia letto la fonte in italiano. In altri casi, sebbene la fonte italiana fosse stata tradotta in francese o inglese, l'opera di Shakespeare è spesso più vicina all'originale italiano che alle traduzioni o agli adattamenti dell'originale. In alcuni casi, c'è anche una similarità verbale per i termini utilizzati da Shakespeare. Ad esempio, Shaheen sottolinea come l’espressione “prophetic fury” contenuta nell’Otello viene presa in prestito da un verso presente nell’Orlando furioso di Ludovico Ariosto: “C’havea il furor profetico congiunto”. Secondo Shaheen: “Una persona in grado di leggere l'Ariosto saprebbe leggere non solo i racconti in prosa di Cinzio e Bandello, ma anche i poemi molto più difficili e strutturati di uno dei più grandi poeti italiani”. Shaheen afferma che “è chiaro…che Shakespeare sapesse leggere in italiano, e che per un numero sorprendente lesse quelle fonti in italiano”.
Jason Lawrence sostiene che: “Il principale vantaggio nel sostenere una relazione diretta tra Florio e Shakespeare è quello di offrire una spiegazione plausibile di come il drammaturgo possa aver avuto accesso alle sue fonti italiane”. Christophe Camard sostiene che nelle opere shakespeariane “la lingua italiana è utilizzata in un modo, per così dire, più sottile e anche più insolito, poiché vediamo il drammaturgo usare l'italiano per arricchire e aggiungere profondità alla lingua inglese”. Per Key Elam, “Florio fornisce non solo i luoghi, ma parte dell'effettivo materiale dialogico che Shakespeare impiega nelle sue rappresentazioni dell'Italia in La bisbetica domata e nelle commedie successive, rendendo così superfluo qualsiasi mero viaggio fisico nella penisola. Le esplorazioni shakespeariane dell'Italia, della sua lingua e cultura iniziano e finiscono all'interno – anche se non si limitano certo – ai confini dei testi di Florio”.

### Gli artisti italiani nelle opere di Shakespeare
In alcune opere shakespeariane si fanno dei riferimenti anche ad artisti italiani. Ne Il racconto d'inverno di Shakespeare viene menzionato l'artista rinascimentale Giulio Romano, a cui viene attribuita la statua di Ermione. Secondo Davide Gucci, la conoscenza di Giulio Romano è ascrivibile solo tramite Florio, il cui padre Michelangelo aveva una stretta amicizia con Pietro Aretino, amico di Giulio Romano (con cui realizzarono la serie de "I modi"), principalmente per due motivi. Il primo: quando Giulio Romano realizzò monumenti funebri per i Gonzaga, queste opere erano visibili solo a chi poteva fare accesso nelle loro residenze. Il secondo motivo: la conoscenza di Giulio Romano nelle fonti dell'epoca tradotte in inglese (di Sebastiano Serlio e Gian Paolo Lomazzo), lo menzionavano solo per le sue opere architettoniche e inoltre il nome dell'artista riportato da Shakespeare è lo stesso con cui Giulio Romano si firmava e non come riportato nei testi che erano in circolazione in Inghilterra all'epoca. 
Invece, Erwin Panofsky ha ipotizzato che l'opera shakespeariana Venere e Adone possa essersi ispirata all'omonimo dipinto di Tiziano, nel quale è possibile scorgere la contrarietà di Adone all'abbraccio della dea. Per Panofsky, la fonte di ispirazione per quello che era l'anomala visione della vicenda mitologica, deriva dalla rappresentazione dipinta da Tiziano per il matrimonio tra Filippo II di Spagna e Maria la cattolica. Il quadro, seppur realizzato per la corte inglese, non si trovava più in Inghilterra già a partire dal 1558, diversi anni prima che Shakespeare giungesse a Londra.

## I mecenati e le amicizie in comune di Florio e Shakespeare
Thomas Baynes ha messo in luce come Shakespeare e Florio avessero gli stessi mecenati e condividessero le stesse amicizie. Entrambi avevano lo stesso mecenate: Henry Wriothesley, III conte di Southampton, a cui Shakespeare dedicò il suo ‘’Venere e Adone’’ e a cui, tre anni dopo, nel 1558, Florio dedicò la prima edizione del suo dizionario. Baynes evidenzia anche come Shakespeare e Florio conoscessero Robert Dudley, I conte di Leicester e terminarono con lo stesso mecenate, William Herbert, III conte di Pembroke. Inoltre, entrambi erano amici di Ben Jonson e Samuel Daniel; l’editore Edward Blount pubblicò opere sia per Shakespeare sia per Florio. Inoltre, il ritratto di William Shakespeare del First Folio e il ritratto di Florio nell’edizione del 1613 dei Saggi di Montaigne furono realizzati entrambi da Martin Droeshout. Anche nei loro legami ufficiali a corte, Shakespeare e Florio condividevano lo stesso rango di “Groom of the Privy Chamber”.

### John Florio e Ben Jonson

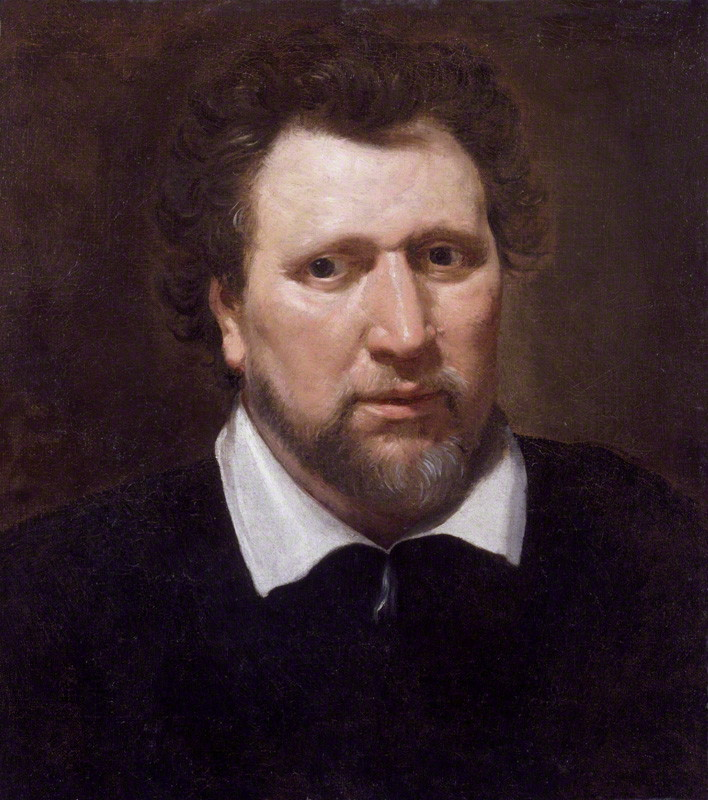
Benjamin Jonson (1572 – 1637) è stato un drammaturgo e poeta inglese. I testi di Jonson ebbero un'influenza duratura sulla poesia inglese e sulla commedia teatrale. John Florio ebbe un ruolo fondamentale nelle opere e nella carriera di Jonson. Florio venne definito da Jonson come "padre amorevole" e "supporto delle sue Muse".

L'amicizia di John Florio con Ben Jonson è di grande interesse e importanza. È ben attestato da un'iscrizione autografa di Jonson sul risguardo di una copia del Volpone che si trova presso la British Library:
"To his louing Father, & worthy Freind, Mr John Florio: The ayde of his Muses. Ben: Jonson seales this testemony of Freindship, & Loue.”
 La parola "Padre" (Father), che il drammaturgo usa nel rivolgersi all'amico, suggerisce non solo una disparità di età, ma sta a indicare un rapporto tra un maestro e il suo discepolo, con un tributo ancora più sorprendente, quando Jonson definisce Florio come ‘Aiuto delle sue Muse’ (‘The ayde of his Muses’).

#### John Florio, Ben Jonson e il ‘First Folio’
È stato suggerito da alcuni studiosi di Shakespeare che il First Folio sia stato un progetto organizzato da Ben Jonson e John Florio. 
In un articolo pubblicato sul quotidiano inglese The Guardian, l’accademico Saul Frampton ha sostenuto che John Florio abbia avuto un ruolo da redattore (editor), nella realizzazione della prima collezione delle opere teatrali di Shakespeare. Gli studiosi moderni concordano sul fatto che gli attori John Heminges e Henry Condell, tradizionalmente considerati i curatori del First Folio, difficilmente sarebbero stati incaricati della cura redazionale di un costoso volume di oltre 900 pagine. Frampton cita la studiosa Eleanor Prosser: Dietro il Folio... c'è un editor coscienzioso ed esigente, con pretese letterarie, uno più esperto nella trascrizione di opere letterarie che di opere teatrali.
Frampton, autore anche di un libro su Montaigne (I cui Saggi erano stati tradotti in inglese da Florio) ha messo in luce significative corrispondenze tra le parole usate da Florio nei suoi scritti degli anni 1570-1610 e le revisioni apportate alle versioni del First Folio del 1623 delle opere di Shakespeare.
Eric Rasmussen, accademico dell’Università del Nevada, nel suo articolo ‘Chi ha redatto il First Folio di Shakespeare?’ ha esaminato due possibili candidati come redattori del First Folio: Leonard Digges e John Florio. Rasmussen ha concluso la sua analisi affermando di aver intrapreso il suo studio per dimostrare che Leonard Digges fosse un candidato più plausibile di Florio come redattore del Folio, ma ’i dati, sebbene preliminari, non supportano questa conclusione’.
Stuart Kells, studioso di Shakespeare, nel suo libro Shakespeare's Library: Unlocking the Greatest Mystery in Literature, ha suggerito che il First Folio sia stato redatto sia da Florio sia da Ben Jonson, descrivendo John Florio e Ben Jonson come editori di Shakespeare, “magistrali rifinitori e neologisti seriali" (“master polishers and serial neologists”).
Donatella Montini, studiosa di Florio ha affermato che: "Nel 1620, John Florio ha tradotto il Decamerone di Boccaccio anonimamente. Lo stampatore, Isaac Jaggard, e il dedicatario, Sir Philip Herbert, conte di Montgomery, saranno gli stessi protagonisti della pubblicazione, dopo tre anni, del celebrato Folio di Shakespeare". 
Lo scrittore e professore presso la Ca' Foscari a Venezia e all’Hautes études Internationales et politiques a Paris, Jeremy Lester ha suggerito che John Florio non sia solo l’editore del First Folio di Shakespeare, "ma forse l'autore stesso di queste opere? Questo potrebbe spiegare perché abbia avuto la temerarietà e la sicurezza di apportare cambiamenti notevoli nel suo lavoro editoriale proprio perché alla fine stava modificando il proprio lavoro?".

### John Florio e Thomas Thorpe
Thomas Thorpe fu l’editore che pubblicò i Sonetti di William Shakespeare. Thorpe aveva anche un legame con Florio. Nel 1610, Thorpe pubblicò una traduzione di Epictetus his Manual e dedicò questo lavoro a John Florio, ringraziandolo di avergli procurato un mecenate per l'opera di John Healey His apprentises essay, e sperando che avrebbe fatto lo stesso con questo nuovo lavoro. Florio assicurò anche il patrocinio di William Herbert, III conte di Pembroke per "The Discovery of a New World" di John Healey. Questo lavoro era una versione estremamente libera e umoristica del Latin Mundus Alter ed Idem, una satira dell’Inghilterra.

### William Herbert, la libreria di John Florio e i dedicatari del First Folio
Il First Folio di William Shakespeare venne dedicato a William Herbert, III conte di Pembroke e a suo fratello Philip Herbert, IV conte di Pembroke. Anche Florio aveva un legame con la famiglia Pembroke. Infatti nel suo testamento, John Florio lasciò in eredità a William Herbert, III conte di Pembroke la sua intera collezione di libri e un volume non rilegato di diari e poemi. L'intera biblioteca di John Florio, i suoi libri italiani, francesi e spagnoli, insieme ai suoi manoscritti, il volume non rilegato di raccolte scritte e rapsodie, da allora sono scomparsi.

### John Florio e Henry Wriothesley

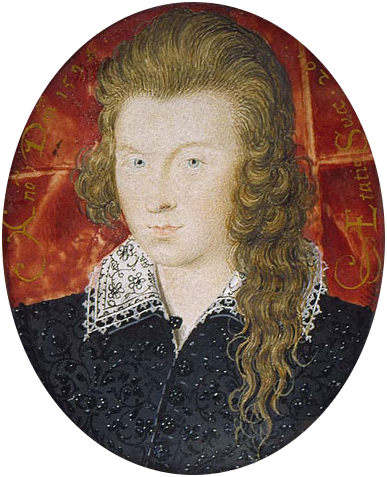
Miniatura di Henry Wriothesley, terzo conte di Southampton, identificato da molti studiosi come il "fair youth" dei sonetti di Shakespeare. John Florio visse a Titchfield con il giovane conte dal 1590 al 1598. John Florio dedicò a Henry Wriothesley il suo vocabolario A World of Words.

Henry Wriothesley, III conte di Southampton, viene spesso identificato come il ‘Fair Youth’ dei Sonetti di Shakespeare. John Florio divenne precettore, segretario e amico fidato of Henry Wriothesley dal 1590 al 1598. Clara Longworth de Chambrun ha messo in luce come nell’opera Second Fruits (1591), c'è un dialogo tra John Florio e Henry: giocano a tennis insieme e vanno a vedere uno spettacolo teatrale. Anche per Frances Yates, questa identificazione trova conferma nel fatto che nel dialogo Florio citi il proverbio "Chi si contenta gode", che è il motto utilizzato nel ritratto stesso di Florio.

#### Le dediche di John Florio e quelle di Shakespeare a Henry Wriothesley
John Florio e Shakespeare scrissero anche dediche molto simili al loro comune patrono, il conte Henry Wriothesley.
Clara Longworth mette in luce la somiglianza tra la dedica scritta da Shakespeare nel poema Venere e Adone (1593), dedicata appunto a Henry Wriothesly e quella scritta da Florio nel suo vocabolario ‘World of Words’.
La dedica fatta da Florio al conte Wriothesley nel suo vocabolario “A World of Words’’, è stata paragonata anche alla dedica fatta da William Shakespeare al conte Wriothesley nel poema ‘Lo stupro di Lucrezia’. L’accademica Clara Longworth de Chambrun ha dichiarato: “Non c'è alcuna differenza essenziale tra questi due testi, né nella forma né nel contenuto”.
William Shakespeare scrive la seguente dedica al conte Wriothesley nel poema Lo stupro di Lucrezia (1594):
To the right honourable, Henry Wriothesley, Earl of Southampton and Baron of Titchfield. The love I dedicate to your lordship is without end; whereof this pamphlet without beginning is but a superfluous moiety. The warrant I have of your honorable disposition, not the worth of my untutored lines, makes it assured of acceptance. What I have done is yours; what I have to do is yours; being part in all I have, devoted yours. Were my worth greater, my duty would show greater; meantime, as it is, it is bound to your lordship, to whom I wish long life, still lengthened with all happiness.Your lordship's in all duty.
Florio scrive la seguente dedica al conte Wriothesley nel suo vocabolario “World of Words” (1598):
In truth I acknowledge an entyre debt, not onely of my best knowledge, but of all, yea of more then I know or can, to your bounteous Lordship most noble, most vertuous, and most Honorable Earle of Southampton, in whose paie and patronage I have lived some yeeres; to whom I owe and vowe the yeeres I have to live.

### John Florio ed Edward Blount
Edward Blount fu un editore londinese, noto soprattutto per la sua pubblicazione, in collaborazione con William e Isaac Jaggard, del First Folio di Shakespeare nel 1623. Anche John Florio aveva un legame con Blount, infatti Florio pubblicò sia il suo famoso dizionario italiano-inglese A World of Words nel 1598 che la sua traduzione in inglese dei Saggi di Montaigne con Blount.

## I nemici comuni
I drammaturghi Robert Greene e Thomas Nashe avevano espresso ostilità sia nei confronti di Florio sia di Shakespeare.

### Robert Greene contro Shakespeare (e Florio)
La prima storica menzione che testimonia l'esistenza della figura di Shakespeare come scrittore e poeta, viene fatta dal drammaturgo Robert Greene nel suo pamphlet "Groats-worth of Witte" nel 1592. Greene attacca Shakespeare definendolo "un corvo venuto dal basso, che si abbellisce con le nostre piume, ma che con il suo Cuore di tigre si nasconde dietro la figura di un attore, e si ritiene di essere capace di comporre versi come uno dei migliori di voi; ma essendo il 'factotum' Giovanni irresoluto, lui è, nella sua arroganza, l'unico Shakespeare sulla scena del paese" ("there is an upstart crow, beautified with our feathers, that, with his Tygers heart wrapt in a Players hide, supposes he is as well able to bumbast out a blanke verse as the best of you; and being an absolute Johannes Factotum, is in his owne conceit the onely Shake-scene in a countrie").
Il termine 'cuore di tigre' (Tiger's heart) fa riferimento a una famosa frase dell’opera shakespeariana Enrico VI, parte prima: O cuor di tigre nella pelle d'una donna (O tiger's heart, wrapped in a woman's hide).
Anche John Florio, nella sua opera First Fruits (1578), fa un riferimento al ‘cuore di tigre di una donna’, inserendo questo termine in un dialogo sull’amore, in cui un uomo si innamora di una donna e chiede a un suo amico consigli su come corteggiarla.
Secondo Saul Gerevini, la definizione ‘absolute Johannes factotum’ contenuta nella citazione che fa riferimento a Shakespeare, scritta da Greene nel suo pamphlet "Groats-worth of Witte”, si riferisce a John Florio. Secondo Gerevini, John Florio può essere identificato con il nome Giovanni, 'Johannes' in Latino, il termine 'absolute' simile al termine 'resolute' utilizzato dal Florio nella sua firma e il termine dispregiativo 'factotum', utilizzato per una persona che svolgeva, come Florio, il ruolo di segretario..

### Thomas Nashe e Florio
Thomas Nashe, amico di Robert Greene e suo collega a Cambridge, difese Greene dopo la sua morte, condividendone la critica sui nuovi arrivati sulla scena letteraria inglese. Nashe scrisse anche la prefazione al testo Menaphon (1589) di Robert Greene.
In questa prefazione, Thomas Nashe attacca i nuovi autori che si affacciavano sulla scena letteraria inglese accusandoli di essere dei ‘plagiari’, che credevano di poter superare migliori scrittori in circolazione. Nella prefazione, Nashe attacca anche una ‘penna italiana’ che rubacchia versi, come quelli di Ovidio e Plutarco, spacciandoli per suoi versi.
Frances Yates, nel suo libro A Study of Love's Labour's Lost conferma che uno di questi nuovi autori a cui si riferiva Nashe nella prefazione del Menaphon fosse proprio John Florio. 
In questa controversia letteraria tra autori, William Vaughan nella sua opera The Spirit of Detraction (1611) difendeva John Florio da questo attacco di Nashe che lo descriveva come una testa vuota, che copiava soltanto.
Frances Amelia Yates evidenzia come John Florio, nell’introduzione della sua opera Second Fruits, menzioni un testo di Robert Greene, intitolato Mourning Garment (1590).
Anche Arundel Del Re, studioso di Florio, ha sottolineato come John Florio fosse coinvolto in una diatriba con Nashe,, ma non specificando che tipo di diatriba ci fosse tra i due scrittori.